# Bălți
Bălți (poljski:  Bielce, ukrajinski: Бєльці, ruski: Бельцы) je grad u Moldaviji.
Drugi je po površini i gospodarskoj važnosti grad u Moldaviji nakon Kišinjeva, a treći po broju stanovnika nakon Kišinjeva i Tiraspola. Grad je jedan od pet moldavskih općina. Ponekad se naziva i "Sjeverni grad", veliko je industrijsko, kulturno, gospodarsko i prometno središte sjevera zemlje. 
Riječ "Bălţi" u izravnom prijevodu s rumunjskog jezika znači "močvara". Smatra se da je grad tako nazvan jer je osnovan na uzvisini koja dominira močvarnim područjem koje formira potok Răuţel koji je ulijeva u rijeku Răut. Na ruskom jeziku postoje dva naziva za grad Бельцы i Бэлць.

## Zemljopis
Nalazi se 127 km sjeverno od glavnog grada Kišinjeva, na rijeci Răut, pritoku Dnjestra, na brdovitom krajoliku u Bălți stepi. Na vrhovima i padinama tri brda i dvije male doline. Zemljište na sjeveru Moldavija je vrlo plodno, uglavnom se sastoji od crnice.
Općina se prostire na 78,0 km², dok je gradsko područje 41,42 km², selo Elizaveta (istočno predgrađe) ima 9,81 km², a selo Sadovoe (sjeverozapadno predgrađe) 26.77 km². Od ukupne površine važno dio 20,11 km² zauzima poljoprivredno zemljište.

## Stanovništvo
Prema podacima Moldavskog odjela za statistiku i sociologiju iz 2004. u općini Bălţi živi 127.561 stanovnik, od čega u samom gradu 122.669, dok u prigradskim naseljima Elizaveta i Sadovoe ima 3.523, odnosno 1.369 stanovnika. Od tog broja, 58.418 bili su muškarci, a 69.143 žene. 
- Etničke grupe 2004.:[4]

| narod            | broj         | %            |
| ---------------- | ------------ | ------------ |
| Moldavci/Rumunji | 66.877/2.258 | 52,4 %/1,8 % |
| Ukrajinci        | 30.288       | 23,7 %       |
| Rusi             | 24.526       | 19,2 %       |
| Bugari           | 297          | 0,2 %        |
| Gagauzi          | 243          | 0,2 %        |
| ostali           | 2.889        | 2,3 %        |
| ne izjašnjeni    | 183          | 0,1 %        |

## Gradovi prijatelji
| - Tacoma, SAD - Stryi, Ukrajina - Smoljan, Bugarska - Larissa, Grčka - Miercurea-Ciuc, Rumunjska | - Orša, Bjelorusija - İzmir, Turska - Kaesong, Sjeverna Koreja - Hmeljnicki, Ukrajina - Gyula, Mađarska | - Lakeland, SAD - Płock, Poljska - Vitebsk, Bjelorusija - Milies, Grčka - Podolsk, Rusija |

## Vanjske poveznice
- Službena stranica grada (rum.) (rus.)
- Bivša židovska zajednica Bălţi/Beltsy
- Turizam (rum.) (rus.) (engl.)